# دييغو سالازار
دييغو سالازار (بالإسبانية: Diego Salazar Quintero) هو رباع كولومبي، ولد في 3 أكتوبر 1980 في Tuluá ‏ في كولومبيا.

## وصلات خارجية
- دييغو سالازار على موقع اللجنة الأولمبية الدولية (الإنجليزية)
- دييغو سالازار على موقع أوليمبيديا (الإنجليزية)